# 鸡蛋沙拉
鸡蛋沙拉是一道由切碎的水煮蛋或炒蛋、芥末醬、蛋黃醬以及其他包括旱芹在內的蔬菜制成的菜肴。

## 历史
在1896年由芬妮·法默编写的《波士顿烹饪学校烹饪书》中就已經提到了鸡蛋沙拉。